# Maxime Tandonnet
Pour les articles homonymes, voir Tandonnet.
Maxime Tandonnet est un haut fonctionnaire français, également essayiste et biographe, né le 7 octobre 1958 à Caudéran (désormais un quartier de Bordeaux) et mort le 23 septembre 2024 à Créteil (Val-de-Marne).

## Biographie

### Origines et formation
Maxime Edmond Guy Tandonnet est né le 7 octobre 1958 à Caudéran,, une ancienne commune de Gironde, devenue un quartier de Bordeaux en 1965. Sa mère est Marie-France Tandonnet.
Maxime Tandonnet est diplômé de l’Institut d'études politiques de Bordeaux (1979) puis de l’École nationale d'administration (1990-1992, promotion Condorcet).

### Carrière
Après un service militaire dans la marine, Maxime Tandonnet est nommé pour deux ans secrétaire des Affaires étrangères à l'ambassade de France à Khartoum (Soudan). Il intègre ensuite la direction d'Afrique du Nord et Moyen-Orient puis la direction des Français à l'étranger et des Étrangers en France au ministère des Affaires étrangères (1985-1988).
En 1992, il entre au ministère de l'Intérieur comme directeur de cabinet du préfet d’Indre-et-Loire, puis de 1993 à 1994 devient le directeur de cabinet de Claude Érignac, alors préfet des Yvelines. Maxime Tandonnet est sous-préfet à Saint-Jean-de-Maurienne (en Savoie) de 1994 à 1996. En 2000, il est nommé inspecteur de l'administration et, en 2008, inspecteur général.
En 2007, il devient conseiller « immigration et intérieur » à l’Élysée et reste en poste jusqu'en août 2011, date à laquelle il reprend ses fonctions d'inspecteur général de l'administration au ministère de l'Intérieur.
Parfois présenté par la presse comme l'un des principaux inspirateurs de la politique de Nicolas Sarkozy en matière de maîtrise de l'immigration, il se voit reprocher à ce titre, en 2010 et 2011, une proximité de pensée avec le Front national notamment par le quotidien Libération.
Maxime Tandonnet est chroniqueur régulier pour Le Figaro,, le site Atlantico, Le Journal du dimanche (JDD), et la Revue politique et parlementaire.
À compter de 2011, Maxime Tandonnet enseigne le droit des étrangers et de l'accès à la nationalité française en master 1 à la faculté de droit de l'université de Paris-XII - Créteil (UPEC).

### Vie privée et mort
Maxime Tandonnet est marié à Dominique et père de trois enfants, Thibaud, Édouard et Anne-Sophie.
Il meurt soudainement le 23 septembre 2024 à Créteil à l’âge de 65 ans,, emporté par un AVC.

## Publications
- Le Grand Bazar ou l’Europe face à l’immigration, Paris, L'Harmattan, 2001, 260 pages,  (ISBN 2-7475-1675-X)
- La Nouvelle Vague, Paris, L'Harmattan, 2002
- Le Défi de l'immigration, Paris, François-Xavier de Guibert, 2003
- Immigration : sortir du chaos, Paris, Flammarion, 2006 — prix Lucien-Dupont 2007 de l'Académie des sciences morales et politiques[20]
- Géopolitique des migrations : la crise des frontières, Paris, Ellipses,  144 p., 2007,  (ISBN 9782729832605)
- 1940 : un autre 11 Novembre, Paris, Tallandier, 2009[21]
- Histoire des présidents de la République, Paris, Perrin, 2013 ; édition de poche actualisée, Perrin/Tempus, 2017[22],[23]
- Au cœur du volcan, Carnets de l'Élysée 2007-2012 , Paris, Flammarion, 2014
- Droit des étrangers et de l'accès à la nationalité, Paris, Ellipses, 2016 ; 2e édition, 288 pages, 2019 (ISBN 9782340035102)
- Les Parias de la République, Paris, Perrin, 2017, 377 p. (ISBN 9782262047221, lire en ligne)[24]
- André Tardieu, l'incompris, Paris, Perrin, 2019  (ISBN 978-2262072582). Réédition dans la collection « Tempus », enrichi d'un abécédaire des citations, le 7 mars 2024[25],[26],[27],[28],[29]
- Georges Bidault : de la Résistance à l'Algérie française, Paris, Perrin, 2022, 368 p.  (ISBN 978-2262082307)[30],[31],[32],[33],[34]
- Michel Poniatowski : un prince dans la République, Paris, Perrin, 2025, 400 p. (ISBN 978-2-262-10345-3)